# Judith Hill

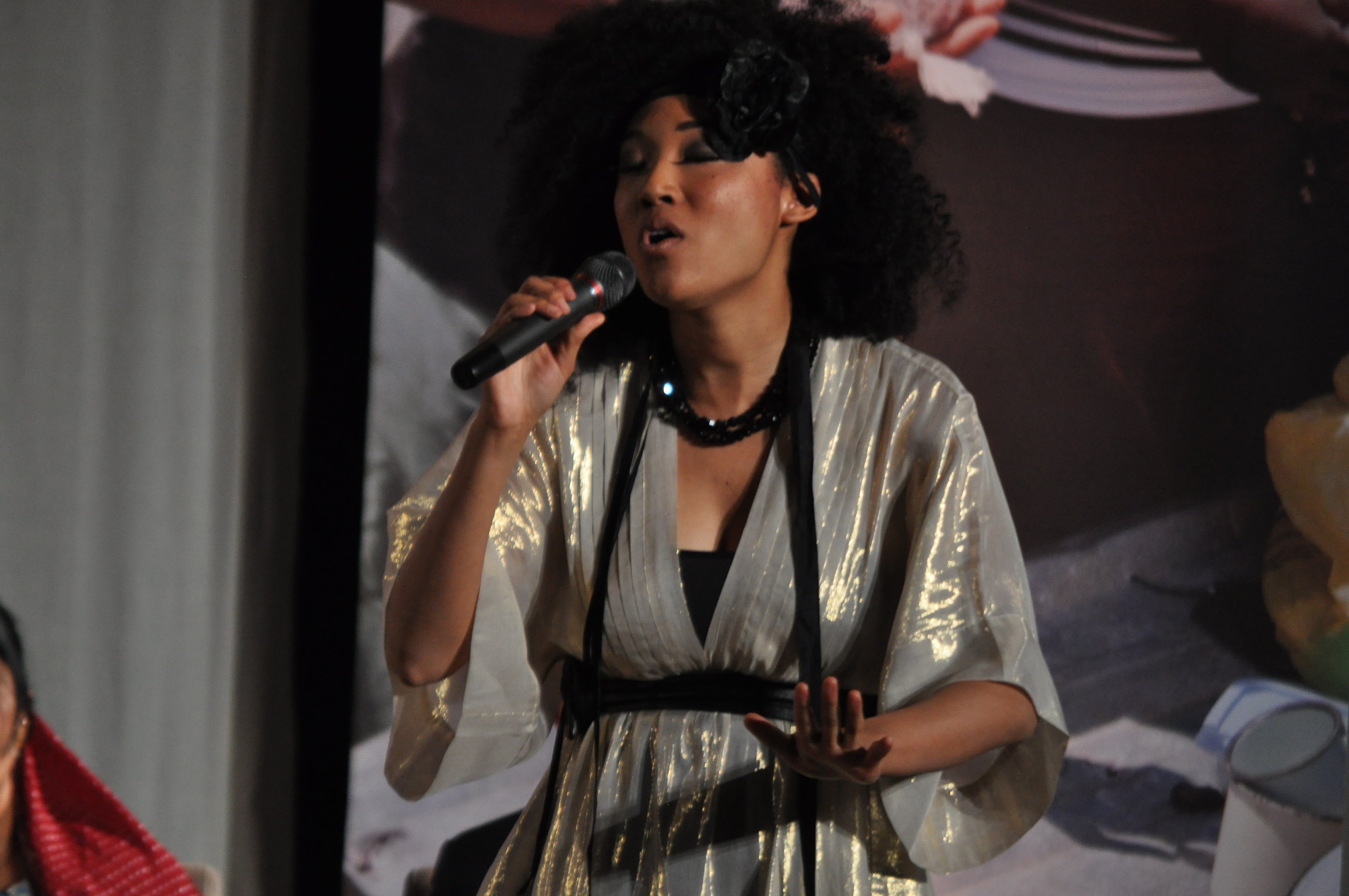
Judith Hill (2011)

Judith Hill (* 6. Mai 1984 in Los Angeles, Kalifornien) ist eine US-amerikanische Pop- und R&B-Sängerin. Einem breiteren Publikum wurde sie bekannt, als sie 2009 auf Michael Jacksons offizieller Trauerfeier das Lied Heal the World sang.

## Biografie
Hill wurde als Tochter der japanischen Pianistin Michiko und des R&B-Bassisten und Produzenten Robert Lee „Pee Wee“ Hill geboren und wuchs in einem musikalischen Haushalt auf. Sie ist japanischer und afroamerikanischer Abstammung.
Von Herbst 2014 bis zum 21. April 2016 war Hill mit Prince liiert, was sie aber erst zwei Monate nach dessen Tod bekannt gab.

### Karriere
Nach ihrem Abschluss in Musik-Kompositionen an der Biola University in La Mirada (Südkalifornien) ging Hill 2007 nach Frankreich, um mit dem französischen Chansonnier, Komponisten und Textautor Michel Polnareff zu arbeiten. Als sie wieder in die Vereinigten Staaten zurückkehrte, begann sie eine Karriere als Singer-Songwriterin. Im Verlauf ihrer Karriere arbeitete sie für Künstler wie Anastacia (2002), Robbie Williams (2005), David Foster (2008) sowie Elton John und Leon Russell (2010).
2009 wurde sie als eine der Sängerinnen für Michael Jacksons geplante Comeback-Tour This Is It ausgewählt. Da Jackson am 25. Juni 2009 verstarb, wurde die Tour abgesagt. Mit dem Rest der This Is It-Crew sang sie am 7. Juli 2009 neben weiteren prominenten Gästen auf der offiziellen Trauerfeier des King of Pop im Staples Center in Los Angeles. Weltweite Aufmerksamkeit erlangte Hill, als sie allein den Song Heal the World sang. Die Trauerfeier, welche weltweit live im Fernsehen übertragen wurde, hatte etwa eine Milliarde Zuschauer. Im selben Jahr veröffentlichte sie das Lied I Will Always Be Missing You – benannt nach ihrem geplanten Duett mit Michael Jackson auf der This-Is-It-Tour I Just Can't Stop Loving You – als kostenlosen Download auf ihrer Website. Am 26. Januar 2010 – am selben Tag wurde die DVD zu This Is It veröffentlicht – war dieses Lied auch in iTunes verfügbar. Den Gesamterlös spendete Hill der Childhelp USA. 2013 war sie in der Dokumentation 20 Feet from Stardom zu sehen.
Im Jahr 2015 arbeitete Hill unter anderem mit Prince zusammen und ist bei dessen Album HITnRUN Phase One bei dem Song Million $ Show als Gastsängerin vertreten. Anlässlich Prince’ Tod am 21. April 2016 fand am 13. Oktober 2016 in Saint Paul (US-Bundesstaat Minnesota) im Xcel Energy Center ein Tribute-Abend zu Ehren des Musikers statt, an dem unter anderem auch Hill auftrat.

## Diskografie

### Alben
- 2015: Back in Time
- 2018: Golden Child
- 2021: Baby, I'm Hollywood!
- 2024: Letters from a Black Widow

### Singles
- 2009: I Will Always Be Missing You